# Koran Manado
Koran Manado – indonezyjski dziennik lokalny z siedzibą w Manado. Należy do Lintas Manado Group.
Nakład pisma „Koran Manado” wynosi 17 tys. egzemplarzy.